# Kuwaiti Premier League 2023/24
Die Kuwaiti Premier League 2023/24 war die 62. Spielzeit der höchsten kuwaitischen Fußballliga seit ihrer Gründung im Jahr 1961. Die Saison begann am 24. August 2023 und endete am 27. Mai 2024. Ausgetragen und organisiert wurde der Wettbewerb vom kuwaitischen Fußballverband. An dem Wettbewerb nahmen zehn Mannschaften teil. Titelverteidiger war der al Kuwait SC.

## Teilnehmende Vereine
| Verein           | Stadt                  | Heimstadion                 | Kapazität |
| ---------------- | ---------------------- | --------------------------- | --------- |
| al-Arabi         | Mansouria              | Sabah al Salem Stadium      | 26.000    |
| Al-Jahra SC      | al-Dschahra            | Mubarak Al-Aiar Stadium     | 17.000    |
| al Qadsia Kuwait | Kuwait                 | Mohammed-al-Hamad-Stadion   | 26.000    |
| al Kuwait SC     | Kuwait                 | al-Kuwait SC Stadium        | 18.500    |
| al-Nasr SC       | Ardiya                 | Ali Sabah al-Salem Stadium  | 10.000    |
| al Salmiya Club  | Salmiya                | Thamir Stadium              | 16.105    |
| al-Fahaheel SC   | Kuwait                 | Fahaheel Stadium            | 2.000     |
| al-Shabab        | Gouvernement al-Ahmadi | Al-Ahmadi Stadium           | 18.000    |
| Khaitan SC       | Khaitan                | Khaitan Stadium             | 11.000    |
| Kazma SC         | Kuwait                 | al-Sadaqua Walsalam Stadium | 21.500    |

## Ausländische Spieler
| Mannschaft          | Spieler 1            | Spieler 2           | Spieler 3           | Spieler 4          | Spieler 5          | Ehemalige Spieler                             |
| ------------------- | -------------------- | ------------------- | ------------------- | ------------------ | ------------------ | --------------------------------------------- |
| al-Arabi            | Imadeddine Boubekeur | Hamza Khabba        | Walid Sabbar        | Anayo Iwuala       | Aymen Sfaxi        | Sofiane Bouchar Mamadou Thiam                 |
| al-Fahaheel SC      | Júlio César          | Uilliam             | Vitor Vieira        | Nasouh Al Nakdali  | Abderrahman Hanchi | Luiz Fernando                                 |
| Al-Jahra SC         | Igor Salatiel        | Rodrigo Yuri        | Wilfried Kanon      | Anas Alshibli      |                    | Abdelkarim Hassan                             |
| Kazma SC            | Reda Benchaa         | Toni Silva          | Ahmed Ersan         | Michel Termanini   | Benjamin Teidi     | Douglas Valle Imadeddine Azzi                 |
| Khaitan SC          | Pereira              | Wellington Carvalho | Victor Lisboa       | Kevin Muhire       | Ousmane Fané       | Rodrigo Dias                                  |
| al Kuwait SC        | Mohamed Marhoon      | Arsène Zola         | Guy Mbenza          | Mehdi Berrahma     | Yassine Amri       | Bilel Ifa Taha Yassine Khenissi               |
| al-Nasr SC (Kuwait) | Issad Lakdja         | Almuetasim Allafi   | Hansel Zapata       | Omar Al-Midani     | Abdallah Al-Shami  |                                               |
| al Qadsia Kuwait    | Abdullah Fawaz       | Mohammed Sawlah     | Daniel Ajibola      | Sergio Vittor      | Ibrahima Tandia    | Youssef Ben Souda                             |
| al Salmiya Club     | Alex Lima            | Sang Pierre Mendy   | Issaka Abudu Diarra | Al-Sanousi Al-Hadi | Srđan Spiridonović | Ousseynou Guèye Sebá                          |
| al-Shabab           | Bilel Ifa            | Youssef Ben Souda   | Carlos Rivas        | Birahim Gaye       | Bogdan Vastsuk     | Ousseynou Ndiaye Omar Wade Mame Saher Thioune |

## Tabelle Reguläre Saison
Stand: 6. März 2024
| Pl. | Verein              | Sp. | S  | U | N  | Tore    | Diff. | Punkte |
| --- | ------------------- | --- | -- | - | -- | ------- | ----- | ------ |
| 1.  | al Kuwait SC (M, P) | 18  | 13 | 4 | 1  | 046:170 | +29   | 43     |
| 2.  | al-Arabi            | 18  | 13 | 3 | 2  | 047:180 | +29   | 42     |
| 3.  | al Qadsia Kuwait    | 18  | 11 | 6 | 1  | 034:100 | +24   | 39     |
| 4.  | al Salmiya Club     | 18  | 6  | 6 | 6  | 021:140 | +7    | 24     |
| 5.  | al-Nasr SC          | 18  | 7  | 3 | 8  | 031:270 | +4    | 24     |
| 6.  | Al-Fahaheel SC      | 18  | 6  | 5 | 7  | 025:270 | −2    | 23     |
| 7.  | Kazma SC            | 18  | 5  | 5 | 8  | 020:320 | −12   | 20     |
| 8.  | al-Shabab (N)       | 18  | 4  | 2 | 12 | 014:430 | −29   | 14     |
| 9.  | Khaitan SC (N)      | 18  | 2  | 6 | 10 | 011:310 | −20   | 12     |
| 10. | Al-Jahra SC         | 18  | 2  | 2 | 14 | 017:370 | −20   | 08     |

| Zum Ende der regulären Saison 2022/23: Qualifikation für die Meisterschaftsrunde Qualifikation für die Abstiegsrunde |

| Zum Saisonende 2022/23: |                                                                |
| (M)                     | Amtierender Meister: al Kuwait SC                              |
| (P)                     | Amtierender Pokalsieger: al Kuwait SC                          |
| (N)                     | Aufsteiger aus der Kuwaiti Division One: Khaitan SC, al-Shabab |

## Tabelle Meisterschaftsrunde
Stand: Saisonende 2023/24
| Pl. | Verein              | Sp. | S  | U | N  | Tore    | Diff. | Punkte |
| --- | ------------------- | --- | -- | - | -- | ------- | ----- | ------ |
| 1.  | al Kuwait SC (M, P) | 28  | 21 | 6 | 1  | 072:270 | +45   | 69     |
| 2.  | al-Arabi            | 28  | 17 | 8 | 3  | 062:270 | +35   | 59     |
| 3.  | al Qadsia Kuwait    | 28  | 15 | 9 | 4  | 051:250 | +26   | 54     |
| 4.  | al Salmiya Club     | 28  | 9  | 9 | 10 | 035:410 | −6    | 36     |
| 5.  | Al-Fahaheel SC      | 28  | 8  | 9 | 11 | 037:440 | −7    | 33     |
| 6.  | al-Nasr SC          | 28  | 7  | 4 | 17 | 042:600 | −18   | 25     |

| Zum Saisonende 2023/24:                                                                     |
| Meister und Teilnahme an der AFC Champions League Two Teilnahme an der AFC Challenge League |

## Tabelle Abstiegsrunde
Stand: Saisonende 2023/24
| Pl. | Verein         | Sp. | S  | U | N  | Tore    | Diff. | Punkte |
| --- | -------------- | --- | -- | - | -- | ------- | ----- | ------ |
| 7.  | Kazma SC       | 24  | 10 | 5 | 9  | 038:390 | −1    | 35     |
| 8.  | Khaitan SC (N) | 24  | 5  | 6 | 13 | 017:390 | −22   | 21     |
| 9.  | al-Shabab (N)  | 24  | 6  | 2 | 16 | 018:500 | −32   | 20     |
| 10. | Al-Jahra SC    | 24  | 4  | 2 | 18 | 028:540 | −26   | 14     |

| Zum Saisonende 2023/24:             |
| Abstieg in die Kuwaiti Division One |

## Erläuterungen / Einzelnachweise
1. ↑  Tabelle Reg. Saison Kuwaiti Premier League 2023/24. In: soccerway.com (deutsch). Abgerufen am 6. Juni 2024.
2. ↑  Tabelle Meisterschaftsrunde Kuwaiti Premier League 2023/24. In: soccerway.com (deutsch). Abgerufen am 6. Juni 2024.
3. ↑  Tabelle Abstiegsrunde Kuwaiti Premier League 2023/24. In: soccerway.com (deutsch). Abgerufen am 6. Juni 2024.